# 1282
Évszázadok: 12. század – 13. század – 14. század
Évtizedek: 1230-as évek – 1240-es évek – 1250-es évek – 1260-as évek – 1270-es évek – 1280-as évek – 1290-es évek – 1300-as évek – 1310-es évek – 1320-as évek – 1330-as évek
Évek: 1277 – 1278 – 1279 – 1280 –  1281 – 1282 – 1283 – 1284 – 1285 – 1286 – 1287

## Események

### Határozott dátumú események
- szeptember 4. – III. Péter aragóniai király I. Péter néven Szicília királya lesz (1285-ig uralkodik).
- december 11. – II. Andronikosz bizánci császár trónra lépése (1328-ban fia javára lemond).

### Határozatlan dátumú események
- az év folyamán –
  - I. Eduárd angol király megkezdi Wales meghódítását.
  - Szicília fellázad I. Károly szicíliai király ellen III. Péter aragóniai király támogatásával. (A lázadást szicíliai vecsernye néven ismerjük, és ez év húsvét hétfőjén robban ki.)
  - IV. László király megindítja seregét a Kőszegiek ellen.
  - A király a Hód-tavi csatában szétveri a kunokat.[1]
  - I. Rudolf német király visszaszerzi a birodalmi hűbéreket, a két Ausztriát, Stájerországot, Karintiát és Krajnát a cseh királytól és saját fiainak adományozza.[2]

## Születések
- VI. Ince pápa († 1362)

## Halálozások
- március 2. – Prágai (Árpád-házi) Szent Ágnes (* 1205)
- december 11. – VIII. Mikhaél bizánci császár (* 1223 körül)
- december 11. – Llywelyn, az utolsó walesi herceg